# Loge menstruelle
La loge menstruelle (en lakota : Isnati awicalowanpi, en anglais : Menstrual lodge) désigne le tipi où les jeunes filles amérindiennes étaient isolées après leurs premières menstruations pour les préparer à devenir des femmes adultes et futures mères. 

## Description
Le tipi, construit par la famille et orné d'objets sacrés, était situé à l'extérieur du village et seules les femmes y étaient autorisées. Une cérémonie était organisée par un guide spirituel et l'isolement durait quatre jours. Il s'agissait non seulement d'une cérémonie de puberté mais aussi une cérémonie religieuse car les menstruations de la jeune fille étaient perçues comme sacrées, voire dangereuses pour l'équilibre entre les dieux et les hommes d'où la mise à l'écart. Pour Marla N. Powers, ce rituel marque un passage entre le monde asexué vers le monde de la sexualité. Selon Arnold van Gennep, il s'agit d'un véritable rite de passage qui témoigne d'un changement physique et social. Aujourd'hui, cette pratique n'est plus aussi répandue qu'autrefois même si certaines initiatives associatives essayent depuis quelques années de la faire revivre. La loge menstruelle est l'un des sept rituels sacrés des Lakotas. 